# Габрилеевка
Габрилеевка (бел. Габрылееўка) — деревня в Кировском сельсовете Наровлянского района Гомельской области Беларуси.
На западе урочище Красное, на юге урочище Дуброва.

## География

### Расположение
В 44 км на юг от Наровли, 41 км от железнодорожной станции Ельск (на линии Калинковичи — Овруч), 222 км от Гомеля.

### Гидрография
На реке Илья (приток реки Уж).

## Транспортная сеть
Автодорога соединяет деревню с Наровлей. Планировка состоит из чуть изогнутой улицы, ориентированной с юго-востока на северо-запад и перпендикулярно пересекаемой короткой меридиональной улицей. Застроена двусторонне деревянными домами усадебного типа.

## История
По письменным источникам известна с XIX века как деревня в Дерновичской волости Речицкого уезда Минской губернии. В 1931 году организован колхоз, работала кузница. Во время Великой Отечественной войны действовала подпольная группа (руководитель Невмержицкая). Немецкие оккупанты убили 15 жителей. 22 жителя погибли на фронте. Согласно переписи 1959 года в составе совхоза «Кировский» (центр — деревня Киров).

## Население

### Численность
- 2004 год — 25 хозяйств, 37 жителей.

### Динамика
- 1897 год — 22 двора, 112 жителей (согласно переписи).
- 1908 год — 29 дворов, 180 жителей.
- 1959 год — 189 жителей (согласно переписи).
- 2004 год — 25 хозяйств, 37 жителей.